# Graphidessa venata
Graphidessa venata är en skalbaggsart. Graphidessa venata ingår i släktet Graphidessa och familjen långhorningar.

## Underarter
Arten delas in i följande underarter:
- G. v. venata
- G. v. takakuwai